# Kimberly Ann Voltemas
Kimberley Anne Woltemas (en tailandés: คิมเบอร์ลี่ แอน โวลเทมัส) también conocida como Kimmy, es una actriz tailandesa conocida por haber interpretado a Nam Adisuan en la serie Thara Himalaya.

## Biografía
Es hija de Hans Joahchim Friedrich Woltemas y Linda Woltemas, tiene tres hermanos mayores Thomas Woltemas, Daniel Woltemas y Jennifer Ashley Woltemas.
Tiene ascendencia tailandesa y alemana. Habla con fluidez tailandés, alemán e inglés.
Estudió en la Universidad Siam.
Sale con el actor tailandés Prin Suparat.
Es muy buena amiga de las actrices Urassaya Sperbund y Rasri Balenciaga Chirathivat, así como de los actores Pakorn Chatborirak y Nadech Kugimiya.

## Carrera
Firmó un contrato y es miembro de "Channel 3".
El 16 de octubre del 2010 se unió al elenco principal de la serie Thara Himalaya donde interpretó por primera vez a la doctora Tipthara "Nam" Adisuanrangsan, una joven que termina enamorándose del príncipe Puwanes Vasuthep Srivasatava Rajaput/Pupen (Atichart "Aum" Chumnanon), hasta el final de la serie el 5 de noviembre del mismo año.
Entre noviembre y diciembre del mismo año apareció como invitada en las series Duang Jai Akkanee, Pathapee Leh Ruk y Wayupak Montra, donde volvió a dar vida a Nam Adisuanrangsan-Rajaput.

## Filmografía

### Series de televisión
| Año  | Título en Tailandés                                         | Título en Inglés                  | Personaje                                   | Cadena    | Notas        |
| ---- | ----------------------------------------------------------- | --------------------------------- | ------------------------------------------- | --------- | ------------ |
| 2009 | Yok Lai Mek (หยกลายเมฆ)                                     | "Cloud Jade"                      | Modelo                                      | Channel 3 | cameo        |
| 2010 | Thara Himalaya (ธาราหิมาลัย)                                  | "Water of Himalaya"               | Tipthara "Nam" Adisuan                      | Channel 3 | 10 episodios |
| 2010 | Duang Jai Akkanee (ดวงใจอัคนี)                                | "Akkanee's Heart"                 | Tipthara "Nam" Adisuan-Rajaput              | Channel 3 | 2 episodios  |
| 2010 | Pathapee Leh Ruk (ปฐพีเล่ห์รัก)                                 | "Pathapee's Love Trick"           | Tipthara "Nam" Adisuan-Rajaput              | Channel 3 |              |
| 2010 | Wayupak Montra (วายุภัคมนตรา)                                 | "Wayupak's Enchantment"           | Tipthara "Nam" Adisuan-Rajaput              | Channel 3 |              |
| 2011 | Ruk Pathiharn (รักปาฏิหาริย์)                                   | "Miracle of Love"                 | Nichamon "Nich" Chutiman/Pranom Boonserm    | Channel 3 | 22 episodios |
| 2011 | Sarm Noom Nuer Tong (สามหนุ่มเนื้อทอง)                          | "3 Golden Men"                    | Arunsri "Aew" Traisatharpohn                | Channel 3 | 15 episodios |
| 2012 | Panya Chon Kon Krua (ปัญญาชนก้นครัว)                           | "Posing as Maid"                  | Amika "Aim" Kraikamhaeng / Cha-Aim Srisaard | Channel 3 | 12 episodios |
| 2013 | Raeng Prat Thana (แรงปรารถนา)                               | "Heated Desire"                   | Suarpa "Kratae" Jenkitsophon                | Channel 3 | 15 episodios |
| 2013 | Ton Rak Rim Rua (ต้นรักริมรั้ว)                                  | "Love by the Fence"               | Narin Wamitchakorn / Bua                    | Channel 3 | 11 episodios |
| 2015 | Ab Ruk Online (แอบรักออนไลน์)                                 | "Secret Love Online"              | Pribprao Mahakitpaisarn                     | Channel 3 | 15 episodios |
| 2015 | Mafia Leurd Mungkorn: Suer (เสือ (เลือดมังกร))                 | "The Dragon Mafia: Tiger"         | Wanwisa Jitworabanchong                     | Channel 3 | 9 episodios  |
| 2015 | Nang Rai Tee Ruk (นางร้ายที่รัก)                                | "My Love, The Supporting Actress" | Pimchanok "Pim" Sabpaisarnanan              | Channel 3 | 12 episodios |
| 2016 | Piang Chai Kon Nee Mai Chai Poo Wiset (เพียงชายคนนี้ไม่ใช่ผู้วิเศษ) | "When A Man Loves a Woman"        | Anusaniya "Nuth" Voralertluk                | Channel 3 | 15 episodios |
| 2017 | Buang Hong (บ่วงหงส์)                                         | "A Lasso for a Swan"              | Pimlapas "Pim" Withapiboon                  | Channel 3 | 12 episodios |
| 2018 | Kom Faek (คมแฝก)                                            | "Brave Man Standing"              | Anchan Ratchasri                            | Channel 3 | 14 episodios |
| 2019 | ThongAek Morya Thachalong (ทองเอก หมอยา ท่าโฉลง)             | "The Pharmacist of Thachalong"    | Chaba                                       | Channel 3 | 14 episodios |
| 2019 | Dang Duang Hareuthai (ดั่งดวงหฤทัย)                            | "As One's Heart"                  | Princess Tatsiga Kunyawadee                 | Channel 3 |              |
| 2020 | Song Sanaeha (สองเสน่หา)                                     | "Two Affection"                   | Pilasluk / Deunyard                         | Channel 3 |              |

### Apariciones en programas de televisión
| Año        | Programa                      | Notas                     |
| ---------- | ----------------------------- | ------------------------- |
| 2017, 2019 | ป๊อกกี้ On The Run - The Reality | junto a Urassaya Sperbund |
| 2014, 2015 | 3 Zaap                        |                           |

### Anuncios
| Año         | Anuncio                                                                   | Notas                              |
| ----------- | ------------------------------------------------------------------------- | ---------------------------------- |
| 2016        | Curd Yogurt - Party Dairy                                                 |                                    |
| 2016        | Ele Cream                                                                 | junto a James Ma                   |
| 2016        | Miss Teen (Mistine) Mistine Venus                                         |                                    |
| 2016        | Pepsi                                                                     | junto a James Ma                   |
| 2016        | Party Dairy Fruit Lava                                                    |                                    |
| 2016        | Laurier Super Gentle+                                                     |                                    |
| 2016        | CP Chicken Breast                                                         | junto a Kanticha Chumma            |
| 2016        | Party Dairy Pop&Go                                                        |                                    |
| 2016        | CP Fresh Salad of Cup                                                     |                                    |
| 2016        | CP Tender Chicken Chili                                                   |                                    |
| 2015        | CP Fish Finger                                                            |                                    |
| 2015        | Laurier Super Gentle+                                                     |                                    |
| 2015        | 12 Plus LUMINOUS CC Snail Whitenning Powder                               | junto a Prin Suparat               |
| 2015        | Jele Beautie Lychee Flavor                                                |                                    |
| 2015        | CP Breast Tenderness                                                      |                                    |
| 2015        | CP Fresh Salad                                                            |                                    |
| 2015        | United Chocolate Flavour: Almond Coated And White Chocolate Coated Almond |                                    |
| 2015        | Activia Lychee Flavour Non Fat Drinking Yoghurt                           |                                    |
| 2015        | Activia Pop N Go                                                          |                                    |
| 2015        | Minere                                                                    |                                    |
| 2014 - 2016 | CloseUp / Toothpaste                                                      | junto a Prin Suparat               |
| 2014        | Skincare Riviera Suisse                                                   |                                    |
| 2014        | Bee Talk                                                                  | junto a Singto Numchok             |
| 2014        | United Almond Chocolate Flavour Coated Almond                             |                                    |
| 2014        | Head & Shoulders Groufie                                                  | junto a Krissada "Smart" Pornweroj |
| 2014        | Head & Shoulders Lemon Fresh                                              | junto a Krissada "Smart" Pornweroj |
| 2013 - 2017 | Jele Beautie / Low Calorie / Lemon Flavored Vitamin C. / Low Sugar        |                                    |
| 2013 - 2017 | Smooth E White Baby Face Gel                                              |                                    |
| 2013 - 2016 | Mitsubishi Attrage                                                        | junto a Mario Maurer               |
| 2013        | Rama Foundation Charity                                                   | junto a Patchata "Rome" Nampan     |
| 2013        | Purika Herbal Tea                                                         |                                    |
| 2013        | United Almond Chocolate                                                   |                                    |
| 2013        | Head & Shoulders Cool Menthol                                             | junto a Krissada "Smart" Pornweroj |
| 2012        | Head & Shoulders Apple Fresh                                              | junto a Krissada "Smart" Pornweroj |
| 2012        | Head & Shoulders Set Thank You Daddy                                      | junto a Krissada "Smart" Pornweroj |
| 2012        | Head & Shoulders "Sales No.1"                                             | junto a Krissada "Smart" Pornweroj |
| 2012        | Brands - Give Forward Happy Ending                                        | junto a Nichkhun                   |
| 2011 - 2015 | Head & Shoulders                                                          | junto a Krissada "Smart" Pornweroj |
| 2010        | Smooth E Baby Face Gel                                                    |                                    |
| 2009        | Veta Prune Plus Set Street Fashion                                        |                                    |
| 2009, 2011  | Veta Prune Plus                                                           | junto a Chalida Vijitvongthong     |
| 2009        | Yaa Satipenprak                                                           |                                    |
| 2009        | Minute Maid                                                               |                                    |
| 2008        | Mobile Samsung M Series                                                   |                                    |
| 2006        | Chewing Gum Wrigleys Extra Professional (Hide and Seek)                   | junto a Chompoo Araya A. Hargate   |
| 2004        | The Pizza Company                                                         |                                    |

## Discografía

### Singles
| Año  | Canción                             | Título en Inglés      | Álbum                        | Notas                                    |
| ---- | ----------------------------------- | --------------------- | ---------------------------- | ---------------------------------------- |
| 2016 | -                                   | "Happy Birthday"      | 46° aniversario de Channel 3 | junto a Prin Suparat                     |
| 2016 | Set Laew Thob (เซตแล้วตบ)            | "Set And Hit"         | -                            | junto a Yaya, Margie, Mew, Preem y Bella |
| 2012 | Yar Mong Mar Dai Mai (อย่ามองมาได้มั้ย) | "Don't Look this Way" | OST de "Punya Chon Kon Krua" | junto a Prin Suparat                     |
| 2012 | Wai Jai Dai Kah? (ไว้ใจได้กา)         | "Can She Be Trusted?" | OST de "Punya Chon Kon Krua" |                                          |

### Videos musicales
| Año  | Artistas                                                         | Canción          |
| ---- | ---------------------------------------------------------------- | ---------------- |
| 2016 | Prin Suparat ft. Kimberly                                        | "Happy Birthday" |
| 2016 | Yaya, Margie Balenciaga, Mew Nittha, Preem Ranida & Bella Vanita | "เซตแล้วตบ"       |

### Participación en conciertos
| Año  | Nombre                                        | Notas  |
| ---- | --------------------------------------------- | ------ |
| 2019 | 49th Thai TV3 Anniversary                     | [ 9 ]  |
| 2018 | We Will Love You - Happy Anniversary 48th CH3 |        |
| 2017 | Love Is In The Air Charity Concert            |        |
| 2016 | 46th Anniversary - Love Mission               |        |
| 2015 | 45th Channel3 Anniversary                     | [ 10 ] |

## Premios y nominaciones
| Año  | Categoría                                         | Premio                       | Series              | Resultado |
| ---- | ------------------------------------------------- | ---------------------------- | ------------------- | --------- |
| 2016 | Public's Most Favorite Actress                    | Nine Entertainment Award     | -                   | Nominada  |
| 2016 | Most Popular Actress                              | KAZZ Award                   | -                   | Ganó      |
| 2016 | Super Star Award                                  | KAZZ Award                   | -                   | Nominada  |
| 2016 | Hot Girl of the Year                              | Dara Daily the Great Award   | -                   | Nominada  |
| 2015 | Female Actress of the Year                        | KAZZ Award                   | -                   | Nominada  |
| 2015 | Celebrity of the Year                             | KAZZ Award                   | -                   | Nominada  |
| 2015 | Most Popular Actress                              | EFM Award                    | Mafia Leud: Seur    | Ganó      |
| 2015 | Most Popular Actress                              | EFM Award                    | Ab Ruk Online       | Ganó      |
| 2013 | Best Couple (junto a Prin Suparat)                | Kazz Award                   | Ton Rak Rim Rua     | Ganaron   |
| 2013 | Fantasy Couple (junto a Prin Suparat)             | SeeSan BunTerng Award        | Ton Rak Rim Rua     | Ganaron   |
| 2013 | Born To Be Couple (junto a Prin Suparat)          | 2nd Born Award               | Punya Chon Kon Krua | Nominados |
| 2013 | Best Couple of the Year (junto a Prin Suparat)    | Colorful Entertainment Award | Punya Chon Kon Krua | Ganaron   |
| 2013 | 100 Spicy Idol                                    | 100 Spicy Idol Award         | Punya Chon Kon Krua | Ganó      |
| 2013 | Girl of the Year                                  | Bang Award                   | Punya Chon Kon Krua | Ganó      |
| 2013 | Best Actress in a Lakorn                          | 27th Golden Television Award | Punya Chon Kon Krua | Nominada  |
| 2012 | Fantasy Couple of the Year (junto a Prin Suparat) | Seesan Buteng Award          | Punya Chon Kon Krua | Ganaron   |
| 2012 | Popular Actress                                   | TV3 Fanclub Award            | Punya Chon Kon Krua | Nominada  |
| 2012 | Girl of the Year                                  | Bang Award                   | -                   | Ganó      |
| 2012 | Hot Female Stuff                                  | Ok Magazine                  | -                   | Ganó      |
| 2012 | 100 Spicy Idol                                    | Spicy Magazine               | -                   | Ganó      |
| 2012 | Huggable Girl 2012                                | Sudsupda Magazine            | -                   | Top 10    |
| 2011 | Huggable Girl 2011                                | Sudsupda Magazine            | -                   | Top 10    |
| 2010 | Popular Rising Star                               | TV3 Fanclub Award            | Thara Himalaya      | Nominada  |
| 2010 | Best Rising Actress in a Lakorn                   | Top Award                    | Thara Himalaya      | Nominada  |